# Sludgemetal
Sludgemetal is een muziekgenre gerelateerd aan doommetal en hardcore punk. Sommige bands mengen ook andere elementen, zoals Southern rock, in hun muziek. De meeste bands in dit genre klinken log; traag en zwaar. Sludge is dan ook Engels voor slib.

## Lijst van sludgemetalbands
Sludgemetalbands met een artikel op de Nederlandstalige Wikipedia zijn:
- Acid Bath
- Amenra
- Down
- The Melvins
- Neurosis
- Steak Number Eight